# Tioga, Texas
Tioga là một thị trấn thuộc quận Grayson, tiểu bang Texas, Hoa Kỳ. Năm 2010, dân số của thị trấn này là 803 người.

## Dân số
- Dân số năm 2000: 754 người.
- Dân số năm 2010: 803 người.